# Larentia delicatulata
Larentia delicatulata là một loài bướm đêm trong họ Geometridae.